# Museo internazionale del cinema e dello spettacolo
Il Museo internazionale del cinema e dello spettacolo o MICS, detto anche Museo José Pantieri del cinema e dello spettacolo, era un museo di Roma sito in via Portuense 101, nel quartiere Gianicolense, all'interno del vecchio Pastificio Costa, già luogo delle riprese di alcune sequenze del film Ladri di biciclette.

## Storia

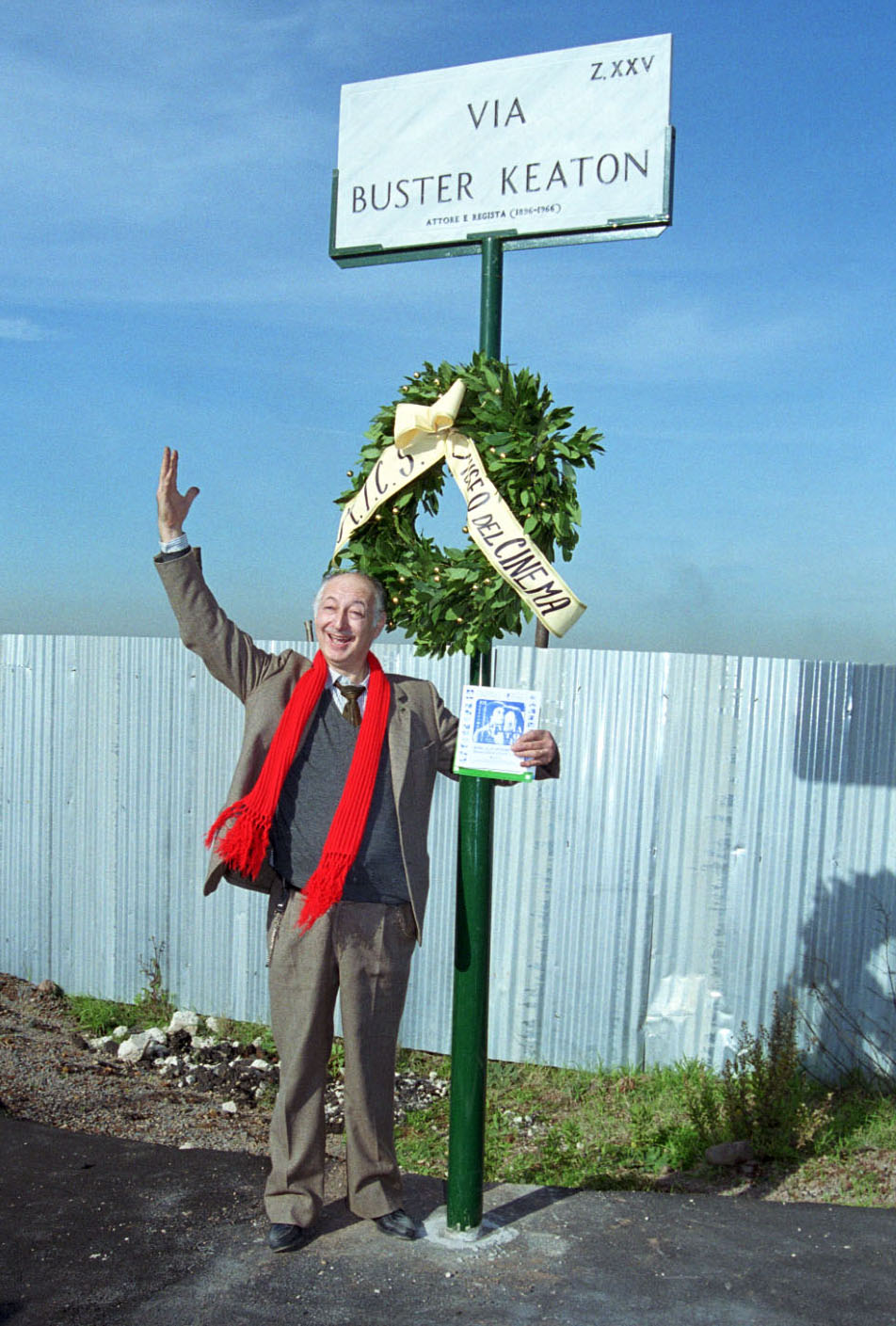
José Pantieri all'inaugurazione di via Buster Keaton nel quartiere Vallerano di Roma (20 novembre 2000).

Fondato nel 1959 da José Pantieri (Forlì, 1941 - Roma, 2013), il museo viene ospitato inizialmente nell'ex cinema Moderno di Piazza della Repubblica a Roma.
Diversi anni dopo viene trasferito nella sede di via Portuense, al secondo piano dell'ex Pastificio Costa, un edificio di proprietà del Comune di Roma. La sede espositiva aveva un'area di 1500 m². Il museo ospitava anche una cineteca e un laboratorio di restauro per le immagini.
Nel luglio 2003 la Sovrintendenza pone un vincolo su tutta la collezione Pantieri.
Il 16 febbraio 2007, quando avviene lo sfratto da parte del nuovo proprietario dell'ex pastificio, la Sovrintendenza chiede la tutela del Museo e acquisisce provvisoriamente i materiali, a causa della malattia di Pantieri. Tutto il materiale oggettistico viene collocato in magazzino, mentre nel 2008 tutte le pellicole, sia mute che sonore, vengono consegnate in deposito alla Cineteca Nazionale. La Cineteca, dopo aver ricevuto il fondo pellicole, ancora di proprietà di José Pantieri e dei due figli eredi unici, le utilizza presentandole in varie manifestazioni.
Nel 2009 inizia la demolizione di tutto l'edificio, ex Pastificio Costa, per far posto a una nuova costruzione destinata ad abitazione civile.

## Collezioni
Tra i materiali esposti vi si trovavano:

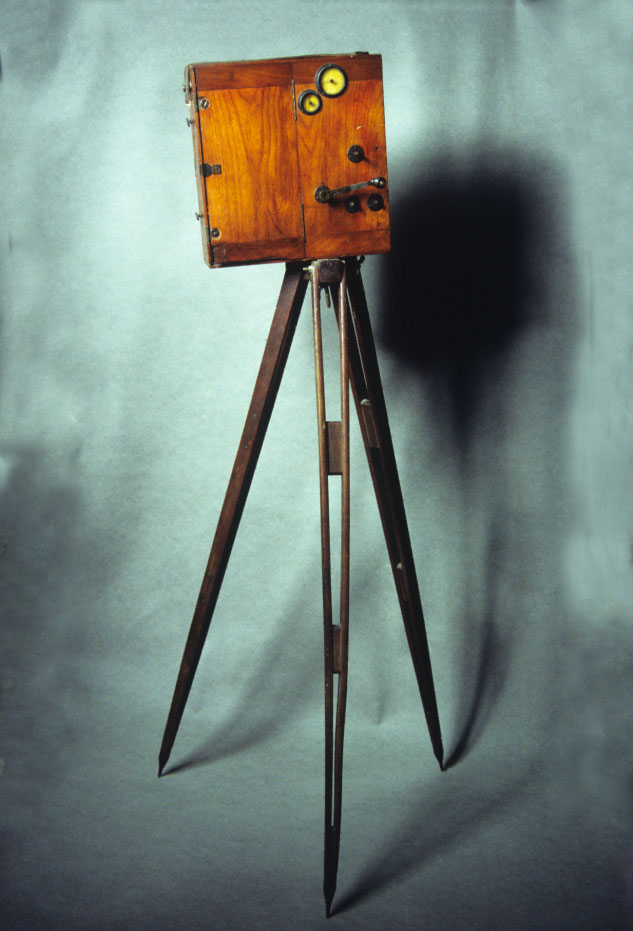
Cinepresa francese a manovella, del 1920 circa.

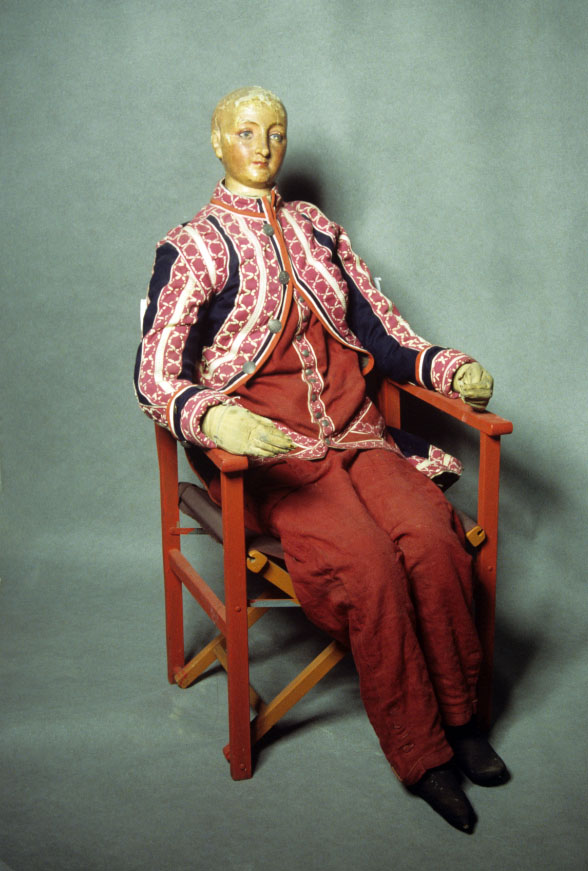
Il manichino Genoveffa, usato dal pittore Anselmo Ballester come modello per la realizzazione dei suoi manifesti, ex museo MICS di Roma 1999

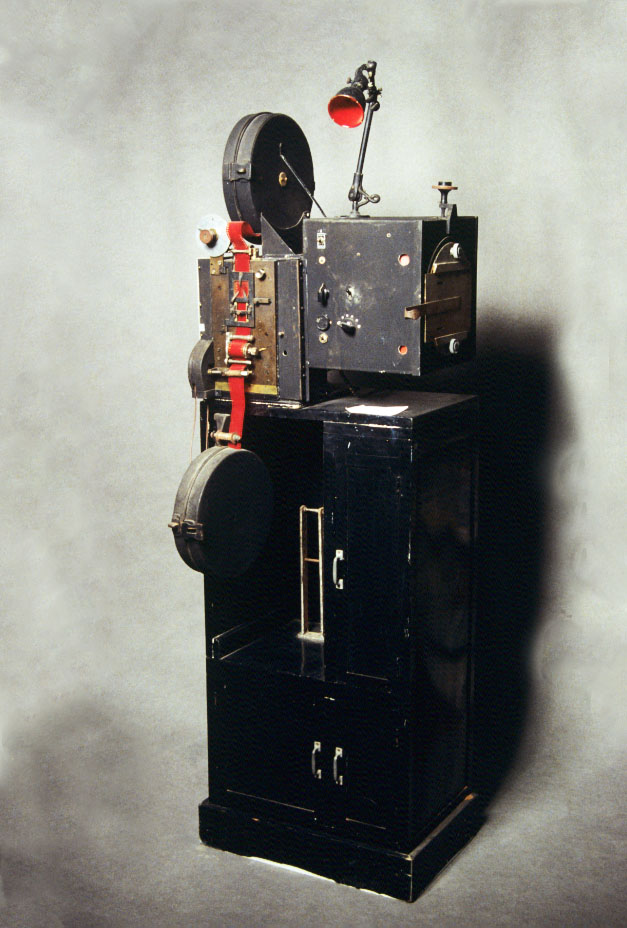
Macchina della Rossi di Milano, appartenuta ad Elvira Notari, per titolazione e riprese cinematografiche in truka, del 1915 circa.

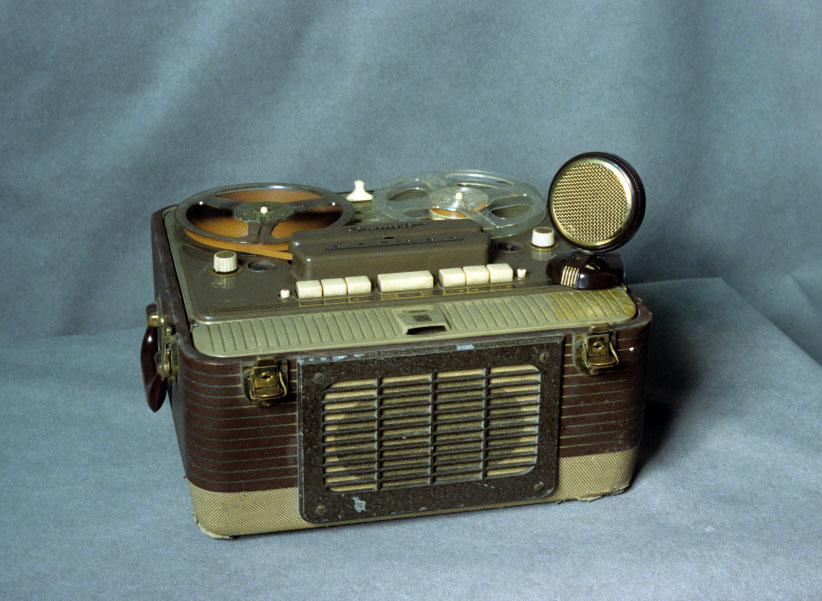
Registratore a bobine Grunding bidirezionale del 1955.

- Manifesti e locandine cinematografiche
- Cineprese
- Proiettori
- Lanterne magiche
- Costumi di scena
- Un brevetto di cento anni fa di Filoteo Alberini
- Vestiti di Francesca Bertini, Lyda Borelli e Ugo Tognazzi
- Esposimetro Weston di Vittorio Storaro usato durante le riprese di Apocalypse Now
- Apparecchiature appartenute al cineoperatore Ventimiglia
- Scenografie provenienti da stabilimenti cinematografici e teatrali
- Una raccolta di registratori magnetici a nastro dal 1950
- Il fondo della regista napoletana Elvira Notari[4]

### Cinema muto
- Cappello originale di Bartolomeo Pagano detto Maciste (utilizzato in alcuni film muti)
- Vestito originale di Francesca Bertini
- Vestito originale di Lyda Borelli
- Tagliacarte in avorio di Alberto Fassini (Produttore della Cines)
- Manichino Genoveffa utilizzato da Federico ed Anselmo Ballester per i loro manifesti
- Vestito originale di Gima Montes e tessere originali d'epoca
- Guanti, cravatta a farfalla, pipa in avorio di Renato Visca
- Pugnale usato dall'attore Amleto Novelli nel film Il corsaro (1923)
- Brevetti ed esperimenti di pellicole di Filoteo Alberini (1895 ecc.)
- Cinepresa originale (con corredi) Debrie L di Giovanni Vitrotti
- Cinepresa 35 mm originale Ambrosio no 6 (anni dieci)
- Pigiama, sciarpa e bocchino in avorio utilizzato da Alberto Capozzi
- Mirino ottico, orologio, penna, bastone da montagna, sceneggiature ecc. di Abel Gance
- Disegni originali di Umberto Onorato
- Passaporto, carteggi originali di Lucio D'Ambra
- Tessere originali d'epoca e varie curiosità di Giuseppe Caracciolo
- Sceneggiature di Romolo Bacchini e scritti d'epoca autografi

### Cinema sonoro
- Camicetta utilizzata da Giulietta Masina nel film Ginger e Fred di Fellini (1986)
- Mirino ottico utilizzato dal regista Mario Costa
- Sceneggiatura originale di Fabiola (1948) regia di Alessandro Blasetti
- Ciak utilizzato da Folco Quilici per Cacciatori di navi (‘89)
- Disegni di Bruno Bozzetto per West and soda (1965)
- Cappello (basco) utilizzato da Paolo Villaggio nel film Fantozzi
- Cappello (basco) e mirino ottico del regista Carlo Ludovico Bragaglia
- Finti occhiali utilizzati da Nino Manfredi in alcuni film comici
- Sceneggiatura originale di Sentinelle di bronzo (1937) di Romolo Marcellini
- Scritti e cimeli di Federico Fellini
- Rosa in argento donata a Pina Renzi (anni Cinquanta)
- Disegno originale di Riccardo Fellini
- Disegni originali di Jacovitti
- Disegni originali di Pierre Étaix

### Teatro e musica
- Primo disco inciso da Vittorio Gassman (1943) e parrucca usata in Kean (1954)
- Fioretto utilizzato da Gigi Proietti per Cirano di Bergerac.
- Partitura musicale originale di Lorenzo Perosi (anni quaranta)
- Occhiali utilizzati da Gianrico Tedeschi
- Oggetti personali di Diego Fabbri (occhiali, vangelo, penna ecc.)
- “Postiches” e copioni teatrali di Loris Gizzi
- Copioni teatrali di Romolo Bacchini
- Copioni teatrali di Lucio D'Ambra e scritti autografi
- Cappotto utilizzato da Gino Cervi nel 1936 durante la rappresentazione di Sei personaggi in cerca d'autore di Pirandello.

## Archivi
- Una cineteca che conta circa due milioni di scatole[5][6]
- Una videoteca
- Una fototeca con due milioni di foto[7] di Charlie Chaplin dal 1850 in poi
- Una nastroteca di circa 600 nastri magnetici del musicista Mario Migliardi
- Una discoteca di materiale diverso su vinile
- La biblioteca cinetelevisiva Mack Sennet che edita pubblicazioni inerenti al cinema e lo spettacolo
- Un'emeroteca

## Edizioni
- José Pantieri, L'originalissimo Buster Keaton, MICS, 1964.
- José Pantieri, Gli eroi della risata, MICS, 1965.
- José Pantieri, I magnifici Laurel-Hardy, MICS, 1986.
- José Pantieri, Cinema, restauro e cineteche in Italia, MICS, 1990.
- José Pantieri, Diego Fabbri, MICS, 1990.
- José Pantieri, Cinema e religione in Italia, MICS, 1991.
- José Pantieri, Cinema e circo in Italia, MICS, 1992.
- José Pantieri, Mario Verdone e Vittorio Martinelli, Lyda Borelli, MICS, 1993.
- Roberto Chiti (a cura di), Enciclopedia del cinema e della TV di ieri e di oggi in Liguria (1896-1993), MICS, 1993.
- José Pantieri, Filoteo Alberini - Pioniere del cinema italiano, MICS, 1994.
- José Pantieri, Cinema & comicità in Italia, MICS, 1994.
- Riccardo Palmieri (a cura di), Arti grafiche nel cinema muto europeo, MICS, 1995.
- José Pantieri, Due eroi della risata: Harold Lloyd e Monty Banks, MICS, 1998.

## Rassegne

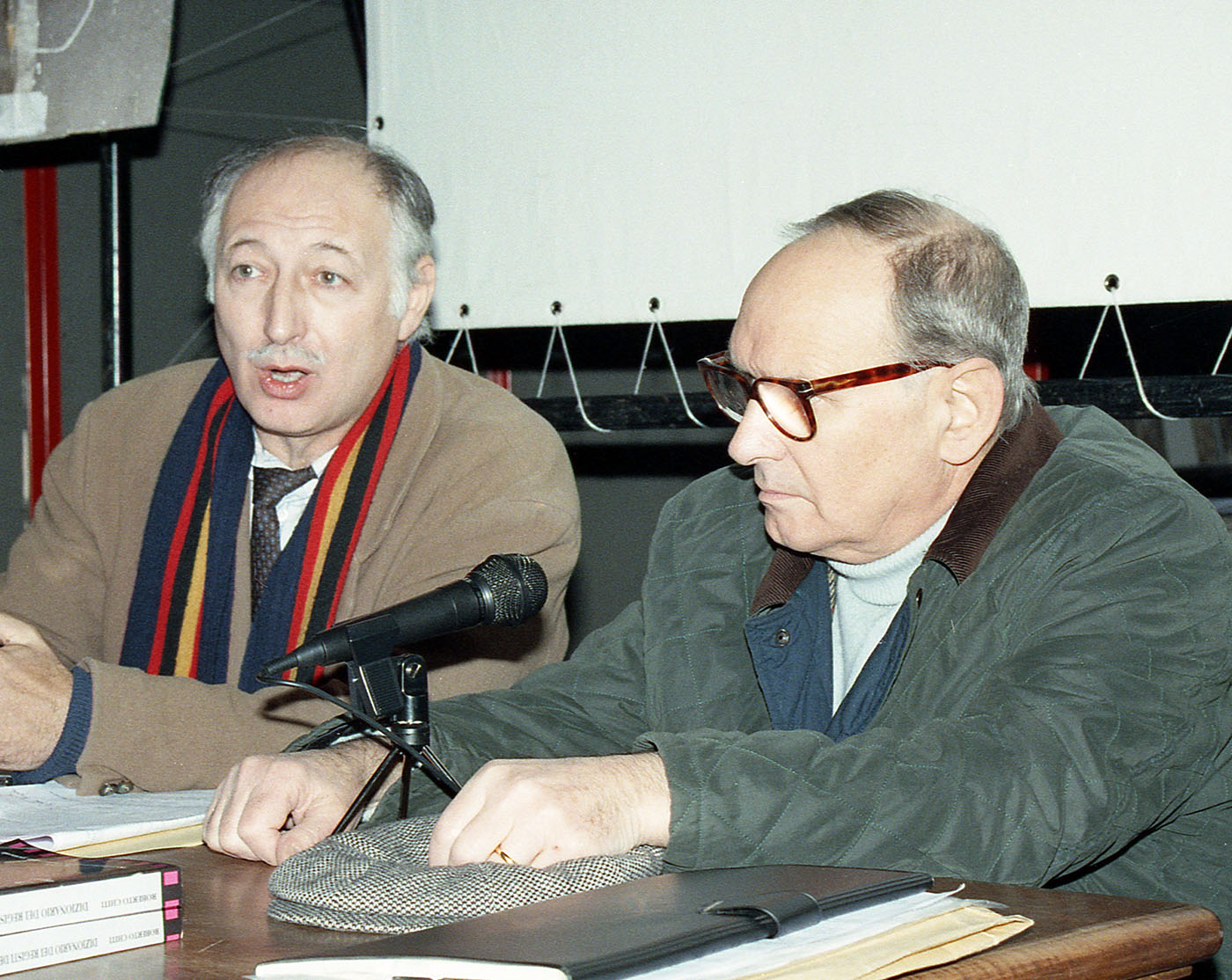
Conferenza con Ennio Morricone 1997

- XVI settimana internazionale del cinema muto, Roma 18-23 dicembre 1997, sala dell'ex Chiesa di Santa Rita da Cascia in Campitelli, con l'intervento di Ennio Morricone
- XIX settimana internazionale del cinema muto, Roma, 12-18 ottobre 2000, MICS
- Rassegna film di María Denis alla presenza dell'attrice, ottobre 2000
- VII rassegna internazionale cinetelevisiva F.I.A.I.S., Roma, 22-28 novembre 2000, sala multimediale MICS
- Altri mondi - Rassegna del cinema fantastico, 17-22 novembre 2003, a cura di Aleksandar Mickovic e Marcello Rossi, MICS[8]
- Altri mondi II - Seconda rassegna del cinema fantastico, 4-8-10-12 giugno 2004 a cura di Aleksandar Mickovic e Marcello Rossi, MICS[9]